# Pinoso
Pinoso (en valenciano El Pinós y oficialmente Pinoso/El Pinós) es un municipio de la Comunidad Valenciana, España. Está situado en el oeste de la provincia de Alicante, en la comarca del Medio Vinalopó, lindando con la Región de Murcia. Cuenta con 8142 habitantes (INE 2021).Se trata de un municipio en el que el Valenciano cuenta con el predominio lingüístico reconocido legalmente.

## Geografía física
El término municipal de Pinoso tiene una extensión de 126,9 km². El relieve está constituido por grandes glacis que bajan de las sierras vecinas y amplias vaguadas, a veces sin suficiente drenaje, lo que da lugar a los típicos hondos, en los que de manera ocasional puede llegar a encharcarse el agua.
Por el norte apenas penetran las últimas estribaciones occidentales de la sierra de Salinas, que alcanza en el término de Salinas una altitud de 1239 m s. n. m. en el pico de la Capilla (linde con Villena). Por la parte de poniente, aunque fuera ya del término, se levanta la sierra del Carche (1371 m), y por el sur, formando lindero con Algueña, la sierra del Reclot (1053 m), muy rica en yacimientos de mármol. Lo más sobresaliente es el gran diapiro triásico que se alza en el cuadrante sureste del término: una enorme montaña de yeso y sal, de forma redondeada que durante siglos ha sido objeto de explotación salinífera, el Cabezo de la Sal (893 m).
|                       | Norte: Villena         |                          |
| Oeste: Jumilla, Yecla |                        | Este: Monóvar, La Romana |
|                       | Sur: Abanilla, Algueña |                          |

### Clima
El clima es, por su altitud, frío y seco, semejante al de las tierras manchegas; sus medias térmicas oscilan entre los 7,7 °C de enero y los 24,8 °C de julio, con heladas ocasionales en primavera.
Las precipitaciones, pese a estar fuera del pasillo árido que sigue el curso del Vinalopó, están sobre los 500 mm anuales, con un máximo en otoño (40,3 milímetros en octubre).

## Ecología
En las tierras sin cultivar la vegetación arbórea es prácticamente nula, fuera de algunos pinos aislados, siendo las especies menores más comunes el esparto, el romero y tomillo.
En el paraje natural de monte Coto, en un lugar protegido por el impacto ambiental de las canteras y rodeado de una masa arbórea (pinos, encinas, etc.), se encuentra el Aula de la Naturaleza.[cita requerida]

## Historia
Los restos más antiguos del término de Pinoso datan del Paleolítico Superior, pero es a partir de la Edad del Bronce cuando aparece un poblamiento estable, del que se han hallado restos en Camarillas, Lel y el Castillarejo, y en menor medida en el Calafuch y en las cuevas de la Moneda, las Arenas y los Cordeles. La romanización también fue intensa, como lo demuestra la localización de cuatro villas en el término. En época andalusí en la región de Pinoso había una serie de alquerías dispersas.[cita requerida]
A raíz del tratado de Almizra (1244), esta zona pasó a formar parte de la Corona de Castilla, integrada en el Señorío de Villena. En 1296, Jaime II de Aragón anexionó la comarca a la que pertenecía Pinoso al Reino de Valencia. El caserío que daría origen a Pinoso pertenecía a Monóvar y recibía el nombre de Casas de Costa.
Toda la zona estuvo ampliamente despoblada hasta los esfuerzos de colonización agrícola y humana iniciados en el siglo XVIII. La población pasó de unos 20 habitantes a más de 1000 en menos de un siglo, y siguió aumentando hasta que en 1826 se independizó de Monóvar y constituyó municipio propio. Éste incluía además a Algueña, que se segregó en 1933. En el Diccionario de Madoz (1845-1850) aparece la siguiente descripción:

PINOSO: v[illa] con ayunt[amiento] de la prov[incia] de Alicante [...] Sit[uada] sobre una pequeña colina [...] Tiene 400 casas de fáb[rica] regular, que se distribuyen en varias calles generalmente llanas y cómodas, y 1 plaza bastante capaz; hay casa de ayunt[amiento], construida en 1841, cárcel, escuela de niños [...] otra de niñas [...]; 2 igl[esias] parr[oquiales], ayudas de la de Monóvar, una en el pueblo bajo la advocación de S. Pedro Apóstol y otra en el cas[erío] la Algueña, dedicada a los S[an]tos de la Piedra [...]; 1 ermita en la v[illa] titulada de S. Antonio Abad, y 6 distribuidas en los cas[eríos] del campo [...]; y 1 cementerio á 300 pasos S. de la pobl[ación] [...] los vec[inos] se surten de algunos pozos que hay en la v[illa], cuyas aguas no son buenas, por cuyo motivo las emplean solo para ganados y otros usos, bebiendo de las de una fuente que nace en el cas[erío] de Ensebras, que dista 1 hora. [...] En su radio se encuentran unas 400 casas de campo que forman 11 cas[eríos] o part[idas] denominados Algueña, Cañada del trigo, Casas de Ibañez, Culebron, Ensebras, Lel, Paredon, Rodriguillo, Solaueta, Tres-Fuentes y Ubeda [...] Los caminos son comunales, carreteros y se hallan en regular estado, á escepcion del que dirige a Orihuela. [...] Pobl[ación]: 547 vec[inos], 2,304 alm[as] [...]
Diccionario de Madoz

La expansión del cultivo de la vid y la buena coyuntura del negocio del vino durante el siglo XIX siguieron atrayendo colonos y jornaleros, de tal manera que en 1887 la población había crecido a 7697 habitantes. La crisis vitícola y la emigración redujeron fuertemente la población, que no volvió a aumentar hasta la década de 1970.

## Geografía humana

### Demografía
Cuenta con una población de 8407 habitantes (INE 2024).
| Gráfica de evolución demográfica de Pinoso entre 1842 y 2021 |
| |
| Población de derecho según los censos de población del INE Población de hecho según los censos de población del INEEn estos censos se denominaba Pinoso: 1842, 1857, 1860, 1877, 1887, 1897, 1900, 1910, 1920, 1930, 1940, 1950, 1960, 1970, 1981, 1991 y 2001 Entre el censo de 1940 y el anterior, disminuye el término del municipio porque independiza a 03013 (Algueña) |

A principios del siglo XVIII Pinoso estaba habitado solo por cuatro familias (unos 20 habitantes), aumentando la población a 1053 en 1769 debido a la colonización agrícola de la región. En 1826 eran ya más de 1600 los habitantes, llegando a 7697 (incluyendo Algueña) en 1887. La población se estabilizó en torno a los 6000 hab. entre 1910 y 1950, descendiendo entonces hasta los 5000. La industrialización ha frenado la emigración y la población ha vuelto a crecer paulatinamente. El municipio de Pinoso contaba con 7908 habitantes en 2012 (INE).</ine> En 2006, el 10,96% de la población del municipio era extranjera, siendo la británica la principal nacionalidad (4,24%).
| Evolución demográfica de Pinoso | Evolución demográfica de Pinoso | Evolución demográfica de Pinoso | Evolución demográfica de Pinoso | Evolución demográfica de Pinoso | Evolución demográfica de Pinoso | Evolución demográfica de Pinoso | Evolución demográfica de Pinoso | Evolución demográfica de Pinoso | Evolución demográfica de Pinoso | Evolución demográfica de Pinoso | Evolución demográfica de Pinoso | Evolución demográfica de Pinoso | Evolución demográfica de Pinoso | Evolución demográfica de Pinoso | Evolución demográfica de Pinoso | Evolución demográfica de Pinoso | Evolución demográfica de Pinoso | Evolución demográfica de Pinoso |      |
|                                 | 1860                            | 1887                            | 1900                            | 1910                            | 1920                            | 1930                            | 1940                            | 1950                            | 1960                            | 1970                            | 1981                            | 1991                            | 2001                            | 2006                            | 2007                            | 2010                            | 2012                            | 2020                            | 2021 |
| ------------------------------- | ------------------------------- | ------------------------------- | ------------------------------- | ------------------------------- | ------------------------------- | ------------------------------- | ------------------------------- | ------------------------------- | ------------------------------- | ------------------------------- | ------------------------------- | ------------------------------- | ------------------------------- | ------------------------------- | ------------------------------- | ------------------------------- | ------------------------------- | ------------------------------- | ---- |
| Población                       | 4718                            | 6724                            | 7946                            | 8142                            | 8245                            | 7740                            | 5114                            | 6015                            | 5194                            | 5101                            | 5223                            | 5612                            | 6273                            | 7315                            | 7442                            | 7909                            | 7908                            | 8025                            | 8142 |

La demografía de Pinoso ha estado desde siempre ligada a la evolución de la vid; así, su máximo demográfico se produjo a principios del siglo XX (momento cúspide de las exportaciones de vino español a Francia), pero la epidemia de filoxera inició una lenta sangría que se incrementó a mitad de siglo, con el éxodo rural hacia las zonas costeras de constante crecimiento turístico.
Sin embargo, en los últimos veinte años, y en particular en el último decenio, la población ha invertido estas tasas de crecimiento negativas que habían caracterizado a la demografía del municipio desde los años 1920.

### Distribución de la población

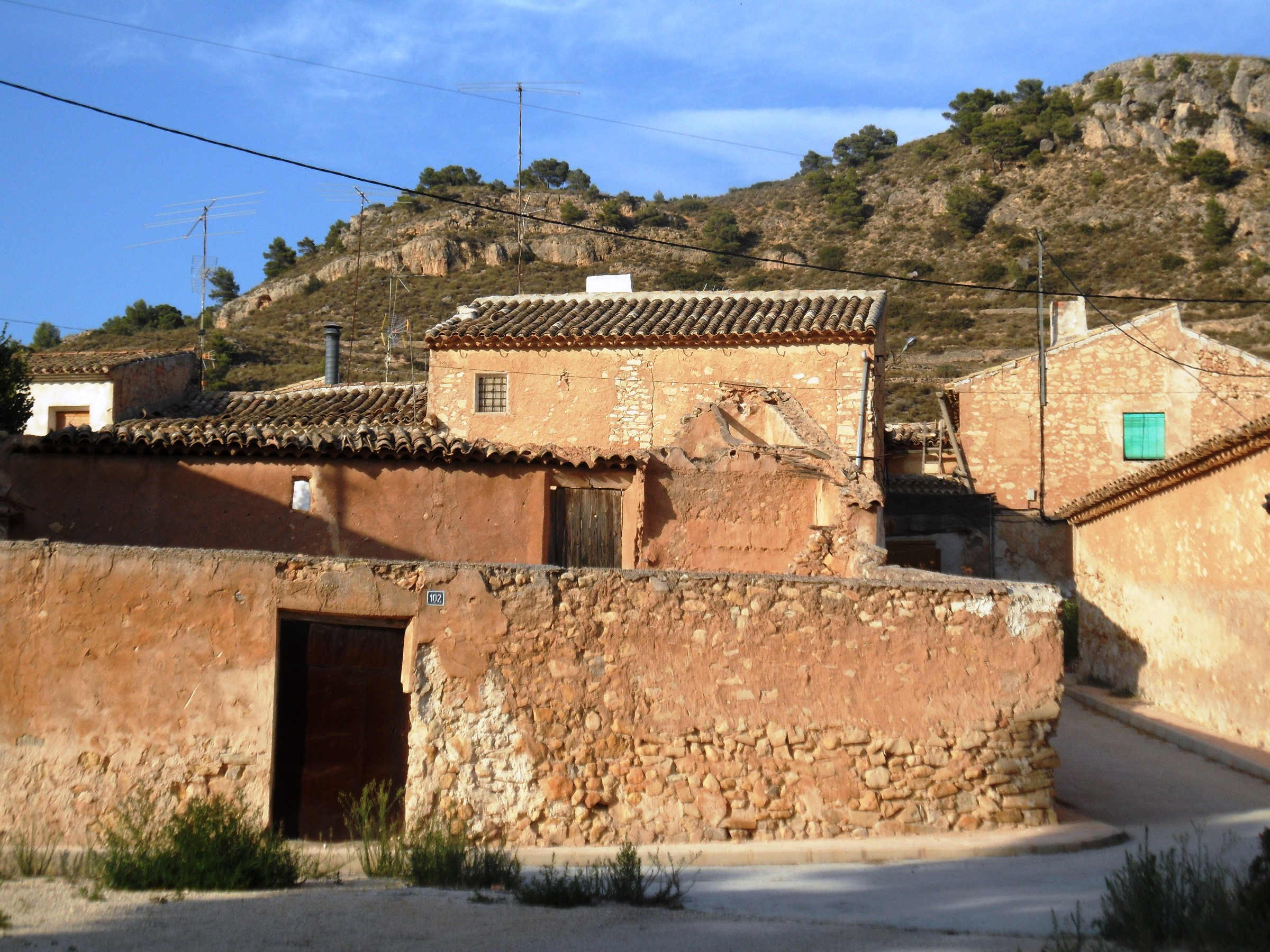
Vista de la pedanía de Encebras.

Según el nomenclátor de 2010, el municipio comprende las entidades de población de:
| Entidad de población              | Entidad de población              | Habitantes | Coordenadas                               | Distancia (km) |
| --------------------------------- | --------------------------------- | ---------- | ----------------------------------------- | -------------- |
| Caballusa                         | Caballusa                         | 27         | 38°22′53″N 1°04′54″O / 38.38139, -1.08167 | 4,4            |
| Cañada del Trigo (Casas del Pino) | Cañada del Trigo (Casas del Pino) | 41         | 38°21′19″N 1°05′07″O / 38.35528, -1.08528 | 7,8            |
| Casas de Ibáñez                   | Casas de Ibáñez                   | 117        | 38°24′24″N 1°04′53″O / 38.40667, -1.08139 | 3,7            |
| Culebrón                          | Culebrón                          | 112        | 38°25′24″N 0°59′37″O / 38.42333, -0.99361 | 4,9            |
| Encebras                          | Encebras                          | 207        | 38°23′39″N 0°59′36″O / 38.39417, -0.99333 | 5,5            |
| Lel                               | Lel                               | 42         | 38°26′58″N 1°01′19″O / 38.44944, -1.02194 | 6,3            |
| Paredón                           | Paredón                           | 70         | 38°26′43″N 1°03′14″O / 38.44528, -1.05389 | 5,6            |
| El Rodriguillo                    | El Rodriguillo                    | 221        | 38°22′08″N 1°02′50″O / 38.36889, -1.04722 | 4              |
| Tres Fuentes                      | Tres Fuentes                      | 18         | 38°22′21″N 0°59′20″O / 38.37250, -0.98889 | 9,7            |
| Úbeda                             | Úbeda                             | 146        | 38°26′51″N 0°58′56″O / 38.44750, -0.98222 | 8,4            |
| Pinoso (núcleo)                   | Pinoso (núcleo)                   | 6908       | 38°24′03″N 1°02′29″O / 38.40083, -1.04139 | -              |

### Urbanismo
Pinoso se encuentra en el cruce de los antiguos caminos de Villena y Yecla a Murcia y de Alicante a Jumilla. Su parte más antigua es la que rodea a la plaza de España, donde están la iglesia San Pedro Apóstol y el ayuntamiento. Este espacio está delimitado por las actuales calles de Valencia al oeste, San Juan al norte, San Roque al este y Reina Sofía al sur. Inmediatamente al oeste del mismo se formó la plaza de Colón, que hoy sirve de complemento a la de España como centro comercial y de negocios. Un poco más al norte, junto al antiguo camino hacia Yecla y Villena y sobre una pequeña colina se levanta la Torre del Reloj. Esta salida y su prolongación por el carrer Ample sería una de las arterias de expansión urbana durante el siglo XIX y primera mitad del siglo XX, construyéndose al final de la misma el colegio de Santa Catalina. Otros ejes principales son a calle de Sagasta; el Badén de Rico Lucas, que aprovecha una antigua rambla; y la calle de Jumilla.
El crecimiento más reciente se ordena en dirección al sur, tomando como gran eje director el paseo de la Constitución, que toma como eje la carretera hacia Fortuna y Murcia.

### Economía
Las tierras de valor agrícola ocupan unas 7600 ha y, aunque casi 2000 reciben riego, los cultivos son típicos de secano: viñedo (3830 ha), olivo (734 ha) y almendro (1628 ha), a los que acompañan en zonas más húmedas los cereales (400 ha) y algunos frutales (80 ha de melocotoneros, ciruelos y cerezos). Este gran potencial agrícola es relativamente reciente, ya que hasta mediados del siglo XVIII la mayor parte de estas tierras eran yermos y espartizales que fueron puestos en valor por colonos procedentes de Monóvar y otros lugares de Vinalopó central, levantando a fuerza de pico y barrena la costra calcárea que cubría los extensos glacis y poblando a la vez de aldeas y caseríos toda la campiña. En un principio los cultivos principales eran el trigo y la cebada, pero ya a mediados del siglo XIX comenzó a cobrar fuerza el viñedo, que en 1880 se había constituido en el más representativo de la localidad, que en 2001 era la mayor productora de vino de toda la provincia de Alicante. La variedad dominante es la Monastrell, que da vinos tintos de alta graduación. En total el sector agrícola ocupaba en 2001 solamente al 8,8% de la población activa.
El municipio cuenta con unas canteras de mármol de Pinoso crema-marfil en el monte Coto, la mayor de toda la provincia. Con todo, la industria más tradicional está centrada en la explotación de la sal gema del Cabeço de la Sal, en el que se viene explotando la sal desde antiguo. En la actualidad sus reservas se estiman en unos 500 millones de toneladas. La sal disuelta en agua, es transportada por medio de un saloducto hasta las salinas de Torrevieja, el principal centro exportador de España. El sector industrial representaba en 2001 al 46% de la población activa. Además de las empresas dedicadas a la producción de vino y otros productos agrícolas y a la manipulación del mármol y la sal, existen unas 30 pequeñas fábricas de calzado y marroquinería.

## Política

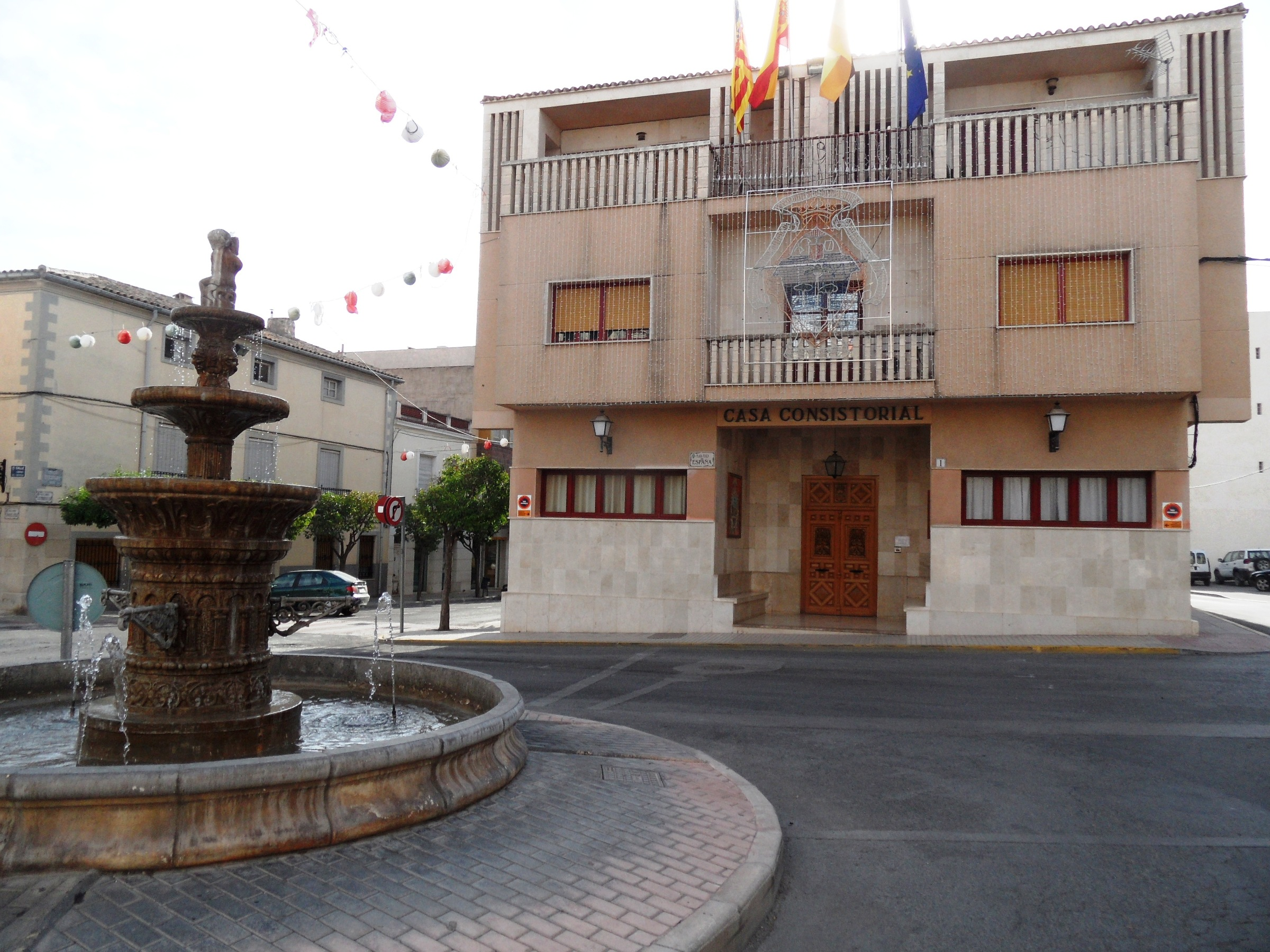
Ayuntamiento de Pinoso

| Periodo   | Nombre                                                              | Partido      |
| --------- | ------------------------------------------------------------------- | ------------ |
| 1979-1983 | Silvano Pérez Mira                                                  | UCD          |
| 1983-1987 | Pedro Doménech Vidal                                                | Indep.       |
| 1987-1991 | Perfecto Rico Mira                                                  | PSPV-PSOE    |
| 1991-1995 | Perfecto Rico Mira Francisco Gracia Berenguer Fernando Azorín Tormo | PSPV-PSOE    |
| 1995-1999 | Emilio Martínez Sáez                                                | PP           |
| 1999-2003 | Emilio Martínez Sáez Ramón Cerdá Juárez                             | PP Indep.    |
| 2003-2007 | Vicente Rico Ramírez José Mª Amorós Carbonell                       | PSPV-PSOE PP |
| 2007-2011 | José Mª Amorós Carbonell                                            | PP           |
| 2011-2015 | Lázaro Azorín Salar                                                 | PSPV-PSOE    |
| 2015-2019 | Lázaro Azorín Salar                                                 | PSPV-PSOE    |
| 2019-2023 | Lázaro Azorín Salar                                                 | PSPV-PSOE    |

## Patrimonio

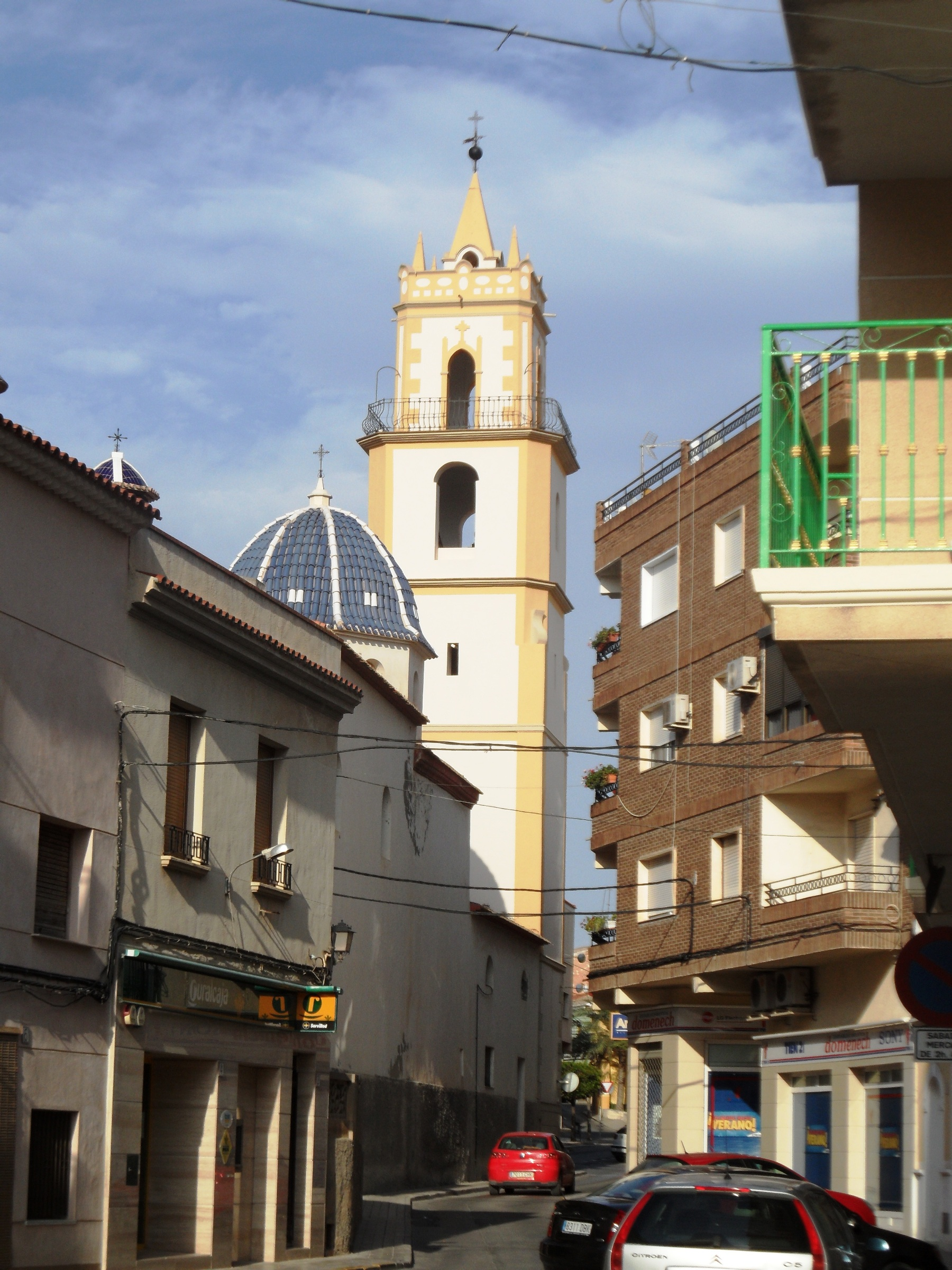
Iglesia parroquial de San Pedro Apóstol

- Iglesia parroquial de San Pedro Apóstol: Su construcción comenzó en 1743, reformándose en el siglo XIX. La imagen más significativa que alberga es la de la Virgen del Remedio, patrona de Pinoso.[10]
- La torre del reloj: En 1887, Francisco Rico Lucas, entonces alcalde de Pinoso, solicitó un proyecto de torre al arquitecto de Alicante, José Guardiola Picó.[11] El reloj se compró en Madrid en 1899 por 11 000 pesetas y se compone de la maquinaria, tres campanas y las cuatro esferas, amén del campanil de hierro forjado. El reloj sigue siendo manual y funciona con tres pesas: de 500, 200 y 100 kilos. La primera sirve para las horas, la mediana para los cuartos y la tercera mantiene en marcha el reloj, al que hay que dar cuerda cada 24 horas.[11][10]
- Ayuntamiento: Situado en la plaza de España, su construcción arrancó en 1841.[4]
- Ermita de Santa Catalina: Se construyó en 1989, excavada en la roca de un pequeño cerro, en el lugar en que desde 1926 y hasta 1974 hubo un depósito de agua potable.[10]
- Teatro-auditorio Emilio Martínez Sáez: Inaugurado en 2002, tiene un aforo para 436 personas.[12]

## Cultura
El certamen nacional de la Poetisa local Maxi Banegas Se celebra desde el año 1997 

### Fiestas
- Día del Villazgo: Se celebra el domingo más próximo al 12 de febrero para conmemorar concesión de la cédula de «Real Villa» y la consiguiente independencia de Monóvar, hecho que tuvo lugar en 1826.[13]

- Fiestas Patronales: se celebran en honor a la Virgen del Remedio entre el 1 y el 8 de agosto.[4]

### Gastronomía
Destaca el embutido de Pinoso y sus pedanías, así como sus pastas caseras artesanales (como las perusas) y la tortada. 
Entre los platos de arroz se tiene el arroz con conejo y caracoles serranos, la gachamiga y el gazpacho negro.
También son típicas las faseguras o pelotas y los alls i picat.
- Plato Alls (cocido de verduras con tres tipos de carne, desleído con alioli).
- Plato Picat (sopa con picatostes, huevo duro troceado y morcilla del terreno).

De postre se suele acompañar de crema de limón.
El  maridaje suele ser con un vino de la uva autóctona, la monastrell, como el fondillón.
Las jornadas pinoseras suelen ser en febrero, el domingo más próximo al 12,    y los restaurantes de la zona compiten con menús autóctonos a precios especiales.[cita requerida]

## Deportes
El Pinoso CF es el equipo de fútbol de la localidad. Disputa sus encuentros en el estadio municipal Perfecto Rico, que cuenta con césped, luz artificial y tribuna cubierta. El equipo se encuentra en la categoría de Regional Preferente, pero ha permanecido varios años en la tercera división, de la que se llegó a quedar campeón de liga en 2 ocasiones. 